# ون بيس (الموسم 18)
الموسم الثامن عشر من أنمي ون بيس، أُنتج بواسطة أستوديو توي أنميشن، وبإخراج يرواكي مياموتو وتوشينوري فوكوزاوا. بدأ بث الموسم في اليابان على قناة تلفزيون فوجي في 26 يونيو 2016م واستمر حتى 2 أبريل 2017م، بمجموع 36 حلقة. وتدور القصة حول مغامرات مونكي دي لوفي ورفاقه في جزيرة الفيل «زو».

## قائمة الحلقات

### «منجم الفضة»
| الرقم | عنوان الحلقة                                                                 | تاريخ العرض الأصلي |
| ----- | ---------------------------------------------------------------------------- | ------------------ |
| 747   | «الحصن الفضّيّ! مغامرة لوفي وبارتو العظيمة!» (銀の要塞 ルフィとバルト大冒険)   | 26 يونيو 2016      |
| 748   | «متاهة تحأرضيّة! لوفي ضدّ رجل العربة!» (地下迷宮 ルフィ対トロッコ人間)         | 3 يوليو 2016       |
| 749   | «تتأجّج مهارات السّيف! يظهر لُو وزورو أخيرًا!» (剣技白熱 ロー・ゾロ遂に見参！)   | 10 يوليو 2016      |
| 750   | «وضع يائس! يخوض لوفي معركة في حرارة مستعرّة!» (絶対絶命 ルフィ極限の灼熱決戦) | 17 يوليو 2016      |

### «زوا»
| الرقم | عنوان الحلقة                                                                                                | تاريخ العرض الأصلي |
| ----- | --- | ------------------ |
| 751   | «يُسدل السّتار على مغامرة جديدة! الوصول إلى الجزيرة الشّبح زو!» (冒険開幕 幻の島「ゾウ」到着!)                 | 31 يوليو 2016      |
| 752   | «الشّيتشيبوكاي الجديد، ظهور ابن اللّحية البيضاء الأسطوريّ» (新七武海 伝説・白ひげの息子登場)                   | 7 أغسطس 2016       |
| 753   | «تسلّق فيل مميت! مغامرة عظيمة على ظهر فيل عملاق!» (新七武海 伝説・白ひげの息子登場)                          | 21 أغسطس 2016      |
| 754   | «تبدأ المعركة! لوفي ضدّ قبيلة المينك!» (戦闘開始 ルフィvsミンク族!)                                          | 28 أغسطس 2016      |
| 755   | «غارتشو! لمّ شمل طاقم قبّعة القشّ!» (ガルチュー！麦わらの一味再集結)                                           | 4 سبتمبر 2016      |
| 756   | «بدء الهجوم المضاد! تحركات عظيمة من طاقم القبعة الملتوية!» (反撃開始 ぐるわらの一味大活躍！)                | 11 سبتمبر 2016     |
| 757   | «وصول تهديد! قراصنة الوحش، جاك!» (脅威襲来 百獣海賊団ジャック！)                                            | 25 سبتمبر 2016     |
| 758   | «ملك النهار! وصول الدوق إينواراشي!» (昼の王 イヌアラシ公爵登場！)                                           | 2 أكتوبر 2016      |
| 759   | «ملك الليل! وصول السيّد نيكوماموشي!» (夜の王 ネコマムシの旦那見参)                                           | 9 أكتوبر 2016      |
| 760   | «العاصمة المبادة! وصول طاقم القبعة المدوّرة!» (首都壊滅 ぐるわらの一味上陸!)                                 | 16 أكتوبر 2016     |
| 761   | «يقترب انتهاء المدّة الزمنيّة! الرابط بين قبيلة المينك والطاقم!» (刻限迫る ミンク 族と一味の絆！)             | 16 أكتوبر 2016     |
| 762   | «عودة الجانح! قتلة اليونكو بيغ مام!» (悪童帰郷 四皇ビッグマムの刺客)                                        | 30 أكتوبر 2016     |
| 763   | «الحقيقة خلف الاختفاء! يتلقّى سانجي دعوةً مفزعة!» (失踪の真実 サンジ驚愕の招待状)                             | 6 نوفمبر 2016      |
| 764   | «إلى رفاقي! رسالة سانجي الوداعيّة!» (野郎共へ サンジ別れの置手紙)                                            | 13 نوفمبر 2016     |
| 765   | «لنذهب ونلتقي بالسّيّد نيكوماموشي!» (ネコマムシの旦那に会いに行こう)                                          | 20 نوفمبر 2016     |
| 766   | «قرار لوفي! سانجي على عتبة الانسحاب!» (ルフィ決断 サンジ脱退の危機!)                                        | 27 نوفمبر 2016     |
| 767   | «وضح حرج! الكلب والقطّ والسّاموراي!» (一触即発 イヌとネコと侍！)                                              | 4 ديسمبر 2016      |
| 768   | «الثّالث! ظهور النّينجا رايزو الضّباب!» (三人目! 忍者 - 霧の雷ぞう登場)                                        | 11 ديسمبر 2016     |
| 769   | «حجر أحمر! دليل إلى الوَن بيس!» (赤い石! “ひとつなぎの大秘宝（ワンピース）”への道標)                         | 18 ديسمبر 2016     |
| 770   | «سرّ بلاد وانو! عشيرة كوزُكي والبونيغليف!» (ワノ国の秘密 光月家と歴史の本文 (ポーネグリフ))                   | 25 ديسمبر 2016     |
| 771   | «عهد بين رجلين! لوفي وكوزكي مومونوسكي!» (男の誓い ルフィと光月モモの助)                                     | 8 يناير 2017       |
| 772   | «الرّحلة الأسطوريّة! الكلب والقطّ وملك القراصنة!» (伝説の航海 イヌとネコと海賊王!)                             | 15 يناير 2017      |
| 773   | «عودة الكابوس! هجوم جاك المنيع الشّرس!» (悪夢再び 不死身のジャック強襲)                                      | 22 يناير 2017      |
| 774   | «معركة لحماية زو! لوفي وزونيشا!» (ゾウ防衛戦 ルフィとズニーシャ!)                                           | 29 يناير 2017      |
| 775   | «أنقذوا زونيشا! يشنّ طاقم قبّعة القشّ عمليّة إنقاذ!» (巨象（ズニーシャ）を救え 麦わら救急（レスキュー）大作戦!) | 5 فبراير 2017      |
| 776   | «الوداع والنّزول من الفيل! الإبحار لاسترجاع سانجي!» (別れの下象 サンジ奪還の船出!)                           | 12 فبراير 2017     |
| 777   | «إلى ريفيري! الأميرة فيفي والأميرة شيراهوشي!» (世界会議（レヴェリー）へ 王女ビビとしらほし姫)               | 19 فبراير 2017     |
| 778   | «إلى الرّيفيري! ريبيكّا ومملكة ساكورا!» (世界会議（レヴェリー）へ レベッカとサクラ王国)                       | 26 فبراير 2017     |
| 779   | «عودة كايدو! تهديد وشيك للجيل الأسوأ!» (カイドウ再び 脅威迫る最悪の世代!)                                   | 5 مارس 2017        |

### «البحرية الصاعد»
| الرقم | عنوان الحلقة                                                                                                  | تاريخ العرض الأصلي |
| ----- | --- | ------------------ |
| 780   | «مواجهة جوع في الصفوف الأماميّة! لوفي ومبتدئي البحريّة!» (空腹（ハラペコ）戦線 ルフィと海軍超新星（ルーキー）!) | 19 مارس 2017       |
| 781   | «الثلاثة العنيدون! مطاردة هائلة خلف طاقم قبعة القش!» (執念の３人 麦わら一味大追撃戦！)                        | 26 مارس 2017       |
| 782   | «قبضة الشيطان! مواجهة حاسمة! لوفي ضد غراونت!» (悪魔の拳 決戦！ルフィVSグラント)                               | 2 أبريل 2017       |

## إصدارات الأقراص

### اليابانية
| المجلد                                           | المجلد                                           | المجلد   | الحلقات        | تاريخ الصدور  | المصدر |
| ------------------------------------------------ | ------------------------------------------------ | -------- | -------------- | ------------- | ------ |
|                                                  | 18thシーズン ドレスローザ編                      | piece.01 | 751-754        | 11 يناير 2017 | [ 1 ]  |
| piece.02                                         | 18thシーズン ドレスローザ編                      | 755-758  | 1 فبراير 2017  | [ 2 ]         |        |
| piece.03                                         | 18thシーズン ドレスローザ編                      | 759-762  | 1 مارس 2017    | [ 3 ]         |        |
| piece.04                                         | 18thシーズン ドレスローザ編                      | 763-766  | 5 أبريل 2017   | [ 4 ]         |        |
| piece.05                                         | 18thシーズン ドレスローザ編                      | 767-770  | 3 مايو 2017    | [ 5 ]         |        |
| piece.06                                         | 18thシーズン ドレスローザ編                      | 771-774  | 7 يونيو 2017   | [ 6 ]         |        |
| piece.07                                         | 18thシーズン ドレスローザ編                      | 775-778  | 5 يوليو 2017   | [ 7 ]         |        |
| piece.08                                         | 18thシーズン ドレスローザ編                      | 779-782  | 2 أغسطس 2017   | [ 8 ]         |        |
| ONE PIECE FILM GOLD映画連動特別編 シルバーマイン | ONE PIECE FILM GOLD映画連動特別編 シルバーマイン | 747-750  | 28 ديسمبر 2016 | [ 9 ]         |        |
| ONE PIECE Log Collection                         | ”زو“                                             | 751-760  | 26 يوليو 2019  | [ 10 ]        |        |
| ONE PIECE Log Collection                         | ”مينك“                                           | 761-771  | 30 أغسطس 2019  | [ 11 ]        |        |
| ONE PIECE Log Collection                         | ”جاك“                                            | 772-782  | 27 سبتمبر 2019 | [ 12 ]        |        |